# Savior’s Shadow
«Savior’s Shadow» (с англ. — «Тень Спасителя») — второй сингл американского кантри-певца Блейка Шелтона из его десятого студийного альбома If I’m Honest. Сингл был выпущен 8 апреля 2016 года. Авторами песни стали сам Шелтон и супруги Джесси Александер и Йон Рэндел. Госпел-песня с христианской тематикой появилась в эфире христианских и кантри-форматах радиостанций 11 апреля 2016 года.

## История
Музыкальное видео к песне «Savior’s Shadow» впервые было показано 19 мая 2016 года в чёрно-белом стиле. Песня выросла в период трудных дней, окружавших процесс развод певца. По сравнению со многими из его последних хитов, новая песня Блейка Шелтона проста и сурова. С элегантной работой акустической гитары, слезными струнами и страстными гармониями, гимн  потрясения и спасения Шелтона, — он бьёт изо всех сил даже с отключёнными усилителями.
Журнал Rolling Stone написал, что подобная гимну новая песня «Savior’s Shadow» недвусмысленно подчеркивает веру и смирение в качестве руководства на трудные времена. По словам самого Шелтона тема пришла в голову в июле 2015 года (когда произошёл разрыв с супругой Мирандой Ламберт): «Я написал песню летом прошлого года. Я проснулся и записал все, что я мог вспомнить».
Поклонники не видели эту сторону Шелтона. В «Savior’s Shadow» певец провозглашает свою безусловную веру в Бога, и эта песня более личная, чем «Came Here to Forget», которая говорит о конце одного отношения, и о начале другого. Здесь автор демонстрирует свою ранимость, показывая сильно верующего и воспитанного человека:
|                                 | «I’m standing in my savior’s shadow / He is watching over me / I feel the rain, I feel the thunder / As he cries for me» (англ.) |  | «Я стою в тени моего спасителя / Он наблюдает за мной / Я чувствую дождь, я чувствую гром / Когда он плачет для меня» (рус.) |  |
| Блейк Шелтон. «Savior’s Shadow» | |  | |  |

## Позиции в чартах
| Чарт (2016)                         | Наивысшая позиция |
| ----------------------------------- | ----------------- |
| США (Billboard Hot Christian Songs) | 14                |
| США (Billboard Hot Country Songs)   | 50                |

## История выхода
| Страна           | Дата           | Формат           | Лейбл                  | Ссылки       |
| ---------------- | -------------- | ---------------- | ---------------------- | ------------ |
| Северная Америка | 8 апреля 2016  | Digital download | Warner Bros. Nashville | [ 10 ]       |
| США              | 11 апреля 2016 | Christian radio  | Warner Bros. Nashville | [ 2 ] [ 11 ] |
| США              | 11 апреля 2016 | Country radio    | Warner Bros. Nashville | [ 2 ]        |